# Antonius Franciscus van Velsen
Antonius Franciscus van Velsen (Leiden, 17 november 1917 - Oss, september 1995) was een Nederlands militair tijdens de Tweede Wereldoorlog. Van Velsen was kapitein der Mariniers en ontving in 1947 de Militaire Willems-Orde.
Op 29 maart 1940 werd Van Velsen benoemd tot 2de luitenant der Mariniers, met ingang van 1 april. 
Hij was in 1946 op Oost-Java en moest daar met zijn compagnie acties voeren tegen de kampongs. 
Op 1 januari 1965 werd hij benoemd tot kolonel. In oktober 1970 werd hij eervol ontslagen uit de Koninklijke Marine.

## Onderscheiden

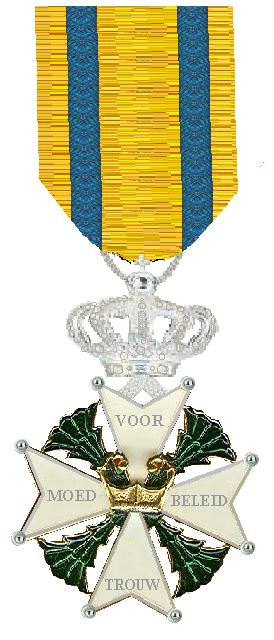
MWO

Van Velsen werd benoemd tot Ridder in de Militaire Willems-Orde (RMWO.4, KB dd 17 juli 1947, nr 29) wegens:
 "Heeft zich door het bedrijven van bijzonder moedige en beleidsvolle daden in de strijd tegenover de vijand onderscheiden door 
- op 23 april 1946 als compagniescommandant tijdens de actie tegen de kampongs Balekambang en Wedoroanom (Oost-Java) op voorbeeldige wijze zijn compagnie onder zeer moeilijke omstandigheden aan te voeren door in het schemerdonker deze kampongs op zodanige wijze aan te vallen, dat de bezetting daarvan, welke was gewapend met verschillende soorten moderne wapens, waaronder een in stelling zware mitrailleur, volkomen onder de voet kon worden gelopen, en de vijand zware verliezen werden toegebracht.
- op 2 mei 1946 in een door hem zeer goed ontworpen actie nabij Ngemboeng en Kemendoeng (Oost-Java) wederom op voorbeeldige wijze zijn compagnie onder vijandelijk vuur aan te voeren. Toen deze actie door toenemende weerstand dreigde vast te lopen op hoogst bekwame en onverschrokken wijze zijn compagnie, onder het medenemen van een eigen gesneuvelde en enkele gewonden, ondanks 's-vijands vuur, waaronder dat van een goedschietende mortier, weten terug te voeren;
- Voorts door in het tijdvak van juli 1946 tot en met januari 1947 ten minste zeven maanden frontdienst te doen en in dit tijdsbestek met zijn compagnie vele succesrijke gevechten te leveren en wel onder meer bij de acties ter bezetting van Kerdamean op 17 juli 1946, tegen het kampongcomplex van Banjoeoerip op 19 augustus 1946, ter zuivering van de kampongs ten westen van Driaredja en tegen de vijandelijke bezetting van de Porong-delta in januari 1947.
Tijdens deze acties ging hij met zijn compagnie de vijand rusteloos te lijf, waardoor hij erin slaagde de overmachtige vijand door goed opgezette aanvallen deels gevangen te nemen, deels te vernietigen, veel wapens en munitie buit te maken of te vernietigen en de verliezen aan eigen zijde te beperken tot enkele doden en gewonden, daarbij blijk gevende van hoge plichtsopvatting, verstandig beleid, persoonlijk voorbeeld, snelle besluitvaardigheid en juist improvisatievermogen".

Andere bekende onderscheidingen die hij ontving zijn:
- Orde van Oranje-Nassau
- Oorlogsherinneringskruis
- Ereteken voor Orde en Vrede
- IM 1948
- KLO